# Lucas Robertone
Lucas Robertone (Concordia, 1997. március 18. –) argentin korosztályos válogatott labdarúgó, a spanyol Almería középpályása.

## Pályafutása

### Klubcsapatokban
Robertone az argentínai Concordia városában született. Az ifjúsági pályafutását a Vélez Sarsfield akadémiájánál kezdte.
2016-ban mutatkozott be a Vélez Sarsfield felnőtt csapatában. 2020. október 1-jén ötéves szerződést kötött a spanyol másodosztályban szereplő Almería együttesével. Először a 2020. október 4-ei, Sporting Gijón ellen 1–0-ra elvesztett mérkőzés 75. percében, César de la Hoz cseréjeként lépett pályára. Első ligagólját 2021. március 30-án, a Málaga ellen idegenben 3–0-ra megnyert találkozón szerezte meg. A 2021–22-es szezonban feljutottak az első osztályba.

### A válogatottban
Robertone két mérkőzés erejéig tagja volt az argentin U23-as válogatottnak.

## Statisztikák
2023. május 2. szerint
| Klub     | Szezon   | Osztály          | Bajnokság | Bajnokság | Kupa és Ligakupa | Kupa és Ligakupa | Nemzetközi | Nemzetközi | Összesen | Összesen |
| Klub     | Szezon   | Osztály          | Meccs     | Gól       | Meccs            | Gól              | Meccs      | Gól        | Meccs    | Gól      |
| -------- | -------- | ---------------- | --------- | --------- | ---------------- | ---------------- | ---------- | ---------- | -------- | -------- |
| Almería  | 2020–21  | Segunda División | 26        | 2         | 5                | 2                | —          | —          | 31       | 4        |
| Almería  | 2021–22  | Segunda División | 26        | 4         | 1                | 0                | —          | —          | 27       | 4        |
| Almería  | 2022–23  | La Liga          | 32        | 2         | 0                | 0                | —          | —          | 32       | 2        |
| Összesen | Összesen | Összesen         | 84        | 8         | 6                | 2                | 0          | 0          | 90       | 10       |

## Sikerei, díjai
Almería
- Segunda División
  - Feljutó (1): 2021–22